# A Twisted Tale
A Twisted Tale è una collana editoriale di genere fantasy composta da romanzi le cui storie esplorano come alcuni classici di animazione Disney e lungometraggi Pixar si sarebbero potuti evolvere se alcuni momenti chiave delle loro storie non fossero avvenuti come nei film. I libri sono stati pubblicati da Disney-Hyperion in originale e da Giunti Editore in Italia.
In Italia sono stati riediti con una nuova veste grafica basata sulle copertine originali dal 2022.

## Descrizione
La collana raccoglie una serie di romanzi tratti dalle storie di classici Disney come Biancaneve e i sette nani o Frozen - Il regno di ghiaccio, lungometraggi Pixar come Ratatouille o Ribelle - The Brave o film d'animazione di proprietà della Disney come Nightmare Before Christmas. A differenza degli originali, nei romanzi un evento del racconto viene cambiato scatenando una variante di eventi che porta a una storia alternativa.
La Disney ha iniziato la serie dopo il notevole successo ottenuto prima dalla serie a fumetti What if...? dallo stesso genere di storie alternative per l'universo Marvel e poi dall'omonima serie televisiva per Disney+. Nel 2020 la serie è diventata un bestseller rimanendo per più di due settimane nella classifica dei libri per bambini e ragazzi più venduti del New York Times.

## Libri

### Pubblicati in Italia

#### Un mondo nuovo
- Basato su: Aladdin
- Autore: Liz Braswell
- Pubblicazione originale: A Whole New World: A Twisted Tale, Disney-Hyperion, 2015 ISBN 978-17-88-10768-6.
- Pubblicazione italiana: Un mondo nuovo, Giunti editore, 2019 traduzione di L. Lupano ISBN 978-88-52-23310-4. Riedito col titolo Un mondo nuovo - Disney A twisted tale, Giunti editore, 2022, traduzione di L. Lupano ISBN 978-88-52-23880-2.
- Scenario: "E se Aladdin non avesse tenuto la lampada?"

#### Riflessi
- Basato su: Mulan
- Autore: Elizabeth Lim
- Pubblicazione originale: Reflection: A Twisted Tale, Disney-Hyperion, 2018 ISBN 978-14-84-78129-6.
- Pubblicazione italiana: Riflessi, Giunti editore, 2019 traduzione di A. C. Forastieri ISBN 978-88-52-23309-8. Riedito col titolo Riflessi - Disney A twisted tale, Giunti editore, 2022, traduzione di A. C. Forastieri ISBN 978-88-52-23881-9.
- Scenario: "E se Mulan dovesse viaggiare nel Regno degli Spiriti?"

#### Gelo nel cuore
- Basato su: Frozen - Il regno di ghiaccio
- Autore: Jen Calonita
- Pubblicazione originale: Conceal, Don't Feel: A Twisted Tale, Disney-Hyperion, 2018 ISBN 978-13-68-05223-8.
- Pubblicazione italiana: Gelo nel cuore, Giunti editore, 2020 traduzione di L. Lupano ISBN 978-88-52-23623-5. Riedito col titolo Gelo nel cuore - Disney A twisted tale, Giunti editore, 2022, traduzione di L. Lupano ISBN 978-88-52-23879-6.
- Scenario: "E se Elsa e Anna avessero perduto il loro passato?"

#### Parte del tuo mondo
- Basato su: La sirenetta
- Autore: Liz Braswell
- Pubblicazione originale: Part of Your World: A Twisted Tale, Disney-Hyperion, 2018 ISBN 978-13-68-01381-9.
- Pubblicazione italiana: Parte del tuo mondo, Giunti editore, 2020 traduzione di L. Lupano ISBN 978-88-52-23650-1. Riedito col titolo Parte del tuo mondo - Disney A twisted tale, Giunti editore, 2022, traduzione di L. Lupano ISBN 978-88-52-23878-9.
- Scenario: "E se Ariel non avesse sconfitto Ursula?"

#### Specchio, Specchio
- Basato su: Biancaneve e i sette nani
- Autore: Jen Calonita
- Pubblicazione originale: Mirror, Mirror: A Twisted Tale, Disney-Hyperion, 2019 ISBN 978-19-82-52045-8.
- Pubblicazione italiana: Specchio, Specchio, Giunti editore, 2021 traduzione di F. Vitaliano ISBN 978-88-52-23730-0. Riedito col titolo Specchio, Specchio - Disney A twisted tale, Giunti editore, 2023, traduzione di F. Vitaliano ISBN 978-88-52-23877-2.
- Scenario: "E se la Regina Cattiva avvelenasse il principe?"

#### È questo amore?
- Basato su: Cenerentola
- Autore: Elizabeth Lim
- Pubblicazione originale: So This is Love: A Twisted Tale, Disney-Hyperion, 2020 ISBN 978-13-68-01382-6.
- Pubblicazione italiana: È questo amore?, Giunti editore, 2021 traduzione di L. Lupano ISBN 978-88-52-23731-7. Riedito col titolo È questo amore? - Disney A twisted tale, Giunti editore, 2023, traduzione di L. Lupano ISBN 978-88-52-23904-5.
- Scenario: "E se Cenerentola non avesse mai provato la scarpetta?"

#### C'era una volta un sogno
- Basato su: La bella addormentata nel bosco
- Autore: Liz Braswell
- Pubblicazione originale: Once Upon a Dream: A Twisted Tale, Disney-Hyperion, 2016 ISBN 978-14-84-70730-2.
- Pubblicazione italiana: C'era una volta un sogno - Disney A twisted tale, Giunti editore, 2022, traduzione di F. Vitaliano ISBN 978-88-52-23870-3.
- Scenario: "E se Aurora non si fosse mai svegliata?"

#### Ciò che un giorno era mio
- Basato su: Rapunzel - L'intreccio della torre
- Autore: Liz Braswell
- Pubblicazione originale: What Once Was Mine: A Twisted Tale, Disney-Hyperion, 2021 ISBN 978-17-61-20020-5.
- Pubblicazione italiana: Ciò che un giorno era mio - Disney A twisted tale, Giunti editore, 2022, traduzione di F. Vitaliano ISBN 978-88-52-23904-5.
- Scenario: "E se la regina avesse bevuto la pozione sbagliata?"

#### Antico come il tempo
- Basato su: La bella e la bestia
- Autore: Jen Calonita
- Pubblicazione originale: As Old as Time: A Twisted Tale, Disney-Hyperion, 2016 ISBN 978-14-84-70728-9.
- Pubblicazione italiana: Antico come il tempo - Disney A twisted tale, Giunti editore, 2023, traduzione di F. Vitaliano ISBN 978-88-52-24054-6.
- Scenario: "E se la madre di Belle avesse maledetto la Bestia?"

#### La stella dei desideri
- Basato su: Pinocchio
- Autore: Elizabeth Lim
- Pubblicazione originale: When You Wish Upon A Star: A Twisted Tale, Disney-Hyperion, 2023 ISBN 978-13-68-07754-5.
- Pubblicazione italiana: La stella dei desideri - Disney A twisted tale, Giunti editore, 2023, traduzione di F. Vitaliano ISBN 978-88-52-24223-6.
- Scenario: "E se la Fata Azzurra non avesse dovuto aiutare Pinocchio?"

#### Un altro destino
- Basato su: Ribelle - The Brave
- Autore: Farrah Rochon
- Pubblicazione originale: Fate Be Changed: A Twisted Tale, Disney-Hyperion, 2024 ISBN 978-13-68-07795-8
- Pubblicazione italiana: Un altro destino - Disney A twisted tale, Giunti editore, 2024, traduzione di L. Lupano ISBN 978-88-52-24735-4.
- Scenario: "E se Merida avesse sbagliato a usare l'incantesimo?"

#### Il lamento di Sally
- Basato su: Nightmare Before Christmas
- Autore: Mari Mancusi
- Pubblicazione originale: Sally's Lament: A Twisted Tale, Disney-Hyperion, 2024 ISBN 978-13-68-10450-0
- Pubblicazione italiana: Il lamento di Sally - Disney A twisted tale, Giunti editore, 2024, traduzione di L. Lupano ISBN 978-88-52-24802-3.
- Scenario: "E se fosse stata Sally a trovare la Città del Natale?"

### Inediti in Italia

#### Straight On Till Morning
- Basato su: Le avventure di Peter Pan
- Autore: Liz Braswell
- Pubblicazione originale: Straight On Till Morning: A Twisted Tale, Disney-Hyperion, 2020 ISBN 978-14-84-78130-2.
- Pubblicazione italiana: –

#### Unbirthday
- Basato su: Alice nel Paese delle Meraviglie
- Autore: Liz Braswell
- Pubblicazione originale: Unbirthday: A Twisted Tale, Disney-Hyperion, 2020 ISBN 978-14-84-78131-9.
- Pubblicazione italiana: –

#### Go the Distance
- Basato su: Hercules
- Autore: Jen Calonita
- Pubblicazione originale: Go the Distance: A Twisted Tale, Disney-Hyperion, 2021 ISBN 978-13-68-06380-7.
- Pubblicazione italiana: –

#### Almost There
- Basato su: La principessa e il ranocchio
- Autore: Farrah Rochon
- Pubblicazione originale: Almost There: A Twisted Tale, Disney-Hyperion, 2022 ISBN 978-13-68-07756-9.
- Pubblicazione italiana: –

#### Set in Stone
- Basato su: La spada nella roccia
- Autore: Mari Mancusi
- Pubblicazione originale: Set in Stone: A Twisted Tale, Disney-Hyperion, 2023 ISBN 978-18-03-68543-4
- Pubblicazione italiana: –

#### Suddenly Super
- Basato su: Gli Incredibili - Una "normale" famiglia di supereroi
- Autore: Jen Calonita
- Pubblicazione originale: Suddenly Super: A Twisted Tale, Disney-Hyperion, 2023 ISBN 978-18-03-68496-3
- Pubblicazione italiana: –

#### Princess of Thieves
- Basato su: Robin Hood
- Autore: Mari Mancusi
- Pubblicazione originale: Princess of Thieves: A Twisted Tale, Disney-Hyperion, 2024 ISBN 978-17-61-52092-1
- Pubblicazione italiana: –

### Libri supplementari

#### A Twisted Tale Anthology
- Basato su: Bambi, Biancaneve e i sette nani, Cenerentola, Hercules, Il pianeta del tesoro, Il re leone, La bella addormentata nel bosco, La bella e la bestia, La principessa e il ranocchio, La sirenetta, La spada nella roccia, Le avventure di Peter Pan, Mulan, Ratatouille, Ribelle - The Brave, Robin Hood
- Autori: Livia Blackburne, Liz Braswell, Jen Calonita, M. K. England, Elizabeth Lim, Micol Ostow, Kristina Pérez, Farrah Rochon
- Pubblicazione originale: A Twisted Tale Anthology, Disney-Hyperion, 2023 ISBN 978-13-68-08041-5
- Pubblicazione italiana: –

## Graphic novel
Una versione graphic novel del libro del 2018 Parte del tuo mondo è stata adattata dai testi di Liz Braswell da Stephanie Kate Strohm con illustrazioni di Kelly Matthews e Nichole Matthews, ed è uscita il 13 giugno 2023. Il volume è uscito in Italia il 12 luglio dello stesso anno.
- Parte del tuo mondo. A twisted tale graphic novel ispirata a La sirenetta, Liz Braswell, Stephanie Kate Strohm, Giunti editore, 2023 ISBN 978-88-52-24184-0